# 白云庄
29°52′38.1″N 121°31′13.2″E / 29.877250°N 121.520333°E
白云庄是中国浙江省宁波市境内的一座墓庄，位于海曙区白云街道管江岸，建于1611年，现存建筑为1934年重修。白云庄原为明末户部主事万泰的庄园，此后曾为清初浙东学派活动场所“甬上证人书院”所在地。2006年，白云庄与黄宗羲墓、万斯同墓和全祖望墓一并列入第六批全国重点文物保护单位。

## 历史
白云庄建于明末。万历三十九年（1611年），屋左万邦孚《建祠记》记载其晚年在管村营建生圹，在其侧建祠以维护坟茔，祠堂北侧建墓庄，时称为“西郭别业”，题额为“逸老”:19,23。据萬斯同《石园文集》记载，其父万泰曾在此读书，万斯同及其兄弟于顺治十四年（1657年）与故家子弟29人在家中组织文会，此为书院雏形。康熙元年（1662年），万氏兄弟从鄞县旧居迁至西郭别业居住，在此研习经史:21。
康熙七年（1668年），黄宗羲至宁波，在延庆寺主持证人书院。为与绍兴证人书院相区别，后学全祖望称之为“甬上证人书院”。书院后迁至西郭别业，主要研习《五经》及刘宗周的著作。天文、历算等自然科学也在研习之列。除万氏兄弟外，董允瑫兄弟、李邺嗣及黄宗羲之子黄百家等人也参加了在证人书院的学习和讨论，对清代浙东学派的形成起到了重要的作用。1675年，万氏兄弟四散，书院停办:21。万斯选去世后，葬于万邦孚墓庄，因其著有《白云集》，世人称白云先生，西郭别业此后也被称为白云庄。
清代中叶以后，万氏家道中落，白云庄逐渐荒废，部分建筑倒塌。1934年，宁波教育家杨菊庭在城外访古时，根据万斯同《西皋移居诗》“江城三里外，即是白云庄”，认定管江岸一带的废墟为白云庄旧址。当年冬天，通过社会集资，由鄞县文献委员会主持，白云庄开始重建，至次年6月基本完工。当年6月6日，在重建的白云庄举行了对万氏宗族及黄宗羲等学术代表人物的公祭仪式，同时成立保管白云庄的“南雷社”:23,24,33。文化大革命时期，白云庄中的祠堂被作为“牛棚”使用，遭到破坏，部分倒塌。1980年以后，万氏三座墓葬得到修缮，毁坏建筑得到重建。

## 建筑

白云庄平面图

经过历次维修和复建，白云庄已非明代原构，但其建筑布局仍与初建时相近:23。白云庄西侧为万邦孚墓及墓道坊以及万斯选、万斯昌墓，东侧靠北为墓庄，当地人称为“白云庄”，靠南为祠堂，当地人称为“万家庄”。
墓庄分为两进，每进建筑均为三开间。万邦孚最初建造时方位为坐东朝西。1934年重修时，将原位于鄞西，建筑形制为三开间单檐硬山顶的白鹤庙搬迁至墓庄位置并营建后屋。此时的墓庄建筑朝向变为坐西朝东，墓庄正门“白云庄”三字由当时的鄞县县长陈宝麟题写，后改为沙孟海题写。墓庄外现设朝北正门，为1986年从别处迁来:23,24。
祠堂最初为三开间，明代始建，1934年重建时复建，文化大革命时破坏严重，1980年从佑圣观迁来一座面积200平方米的五开间清代建筑置于祠堂原址。祠堂南侧的清代五开间房屋为1991年从带河巷迁建，面积175平方米。

## 保护与展示
白云庄于1963年3月13日被列入第二批浙江省文物保护单位，当时归为“古建筑及历史纪念物”。文化大革命后，因部分建筑遭到破坏，1981年5月6日重新公布时，归为“历代名人纪念建筑及墓葬”。2006年，白云庄与黄宗羲墓、万斯同墓和全祖望墓一起作为浙东学派史迹被列入第六批全国重点文物保护单位。1990年成立的白云庄文保站负责白云庄的保护工作，文物保护范围东、南至河道，西、北至白云庄围墙，且要求周边住宅小区靠白云庄一侧的风格与白云庄保持一致。
1986年，为纪念黄宗羲逝世290周年，白云庄设置陈列室，其中墓庄按黄宗羲讲学时的形式进行陈列，后屋设有黄宗羲史迹陈列。而祠堂则布置为万氏故居，设有浙东学派人物介绍。2002年万斯同逝世300周年时，经过整修的白云庄内重新设置“万氏世传与家学”、“证人一瓣遗香——甬上证人书院”、“黄宗羲与清代浙东学派”三部分陈列，并于2002年12月8日免费对外开放。2004年，白云庄改由天一阁博物馆管理。

## 图片

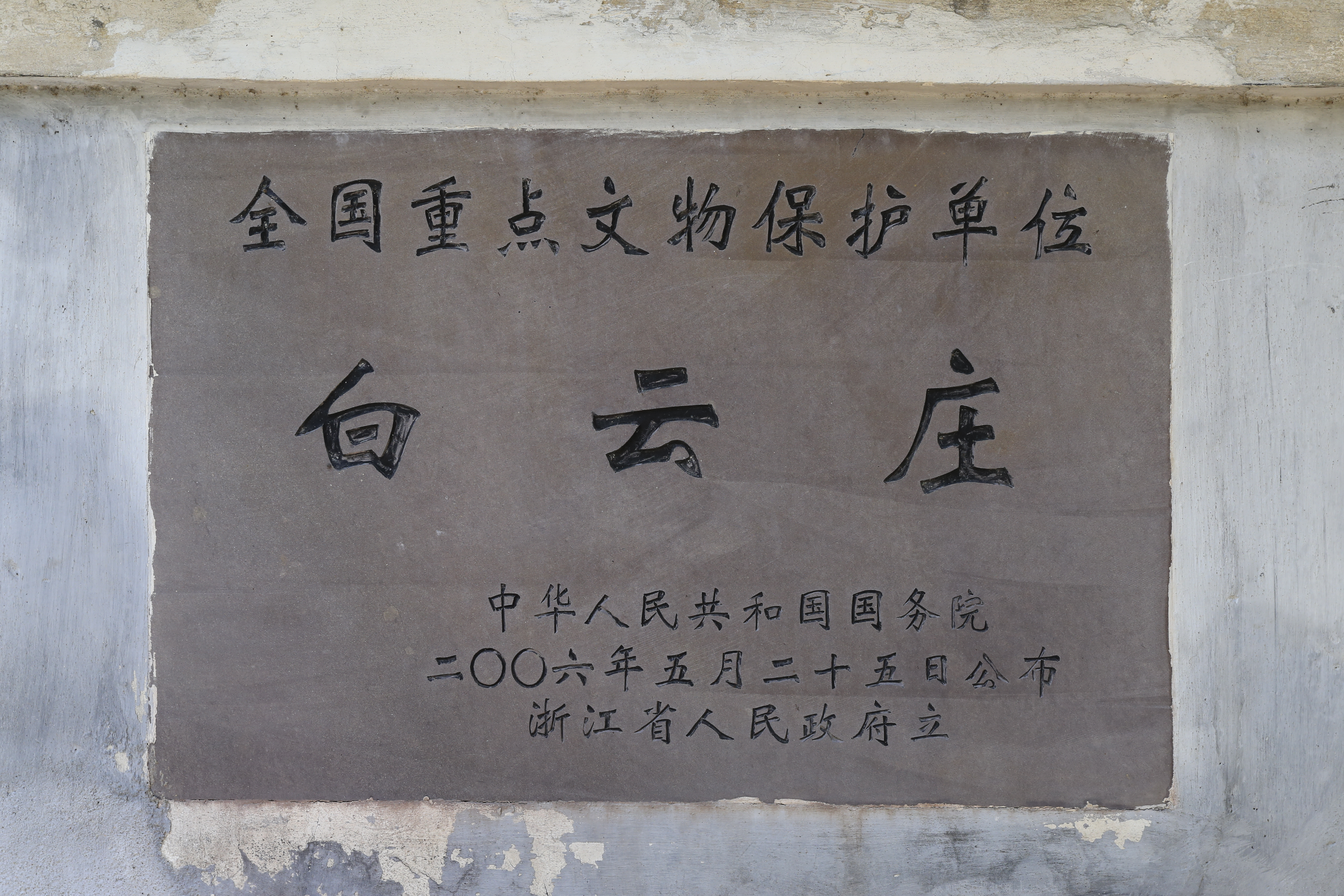
文物保护碑
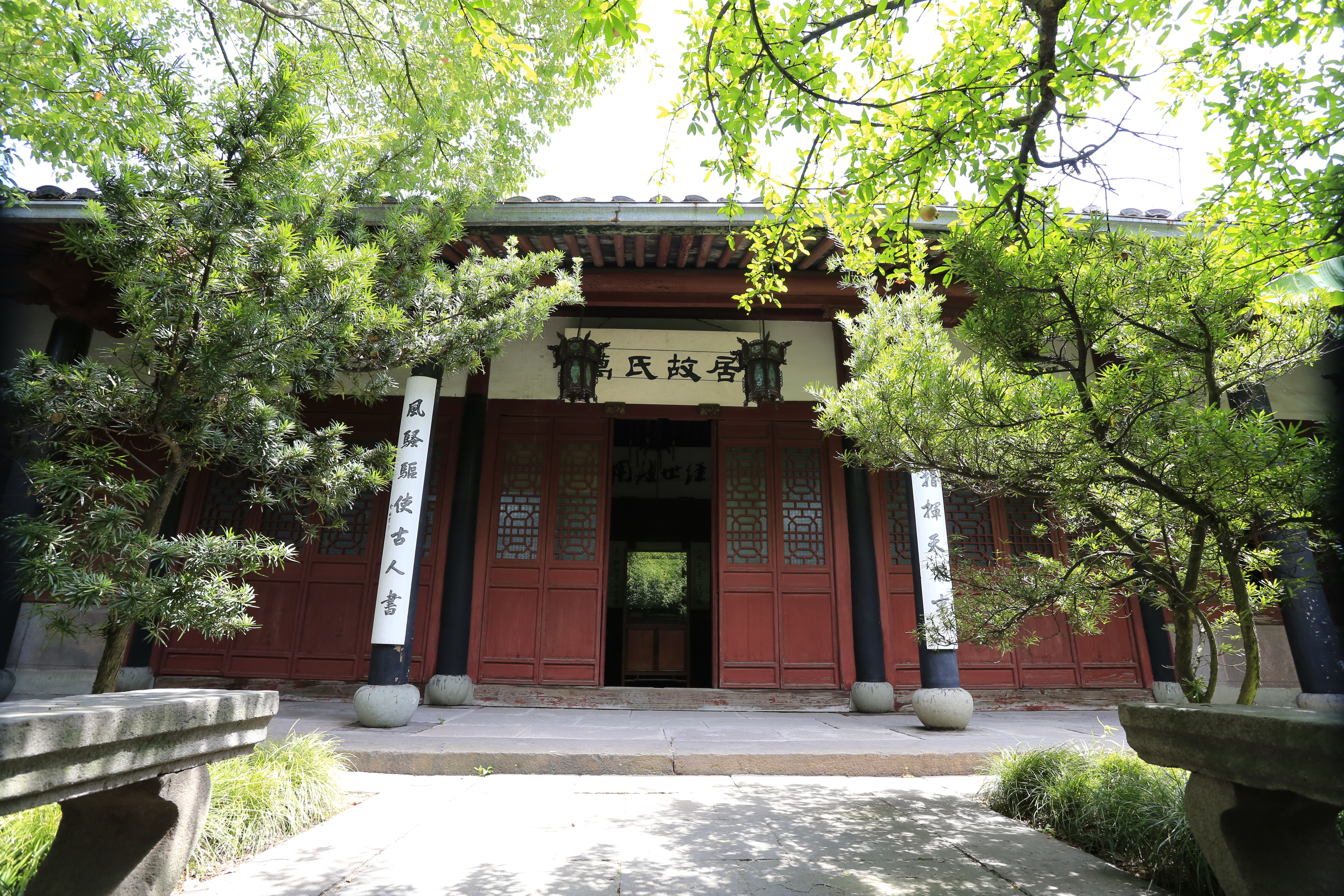
万氏故居
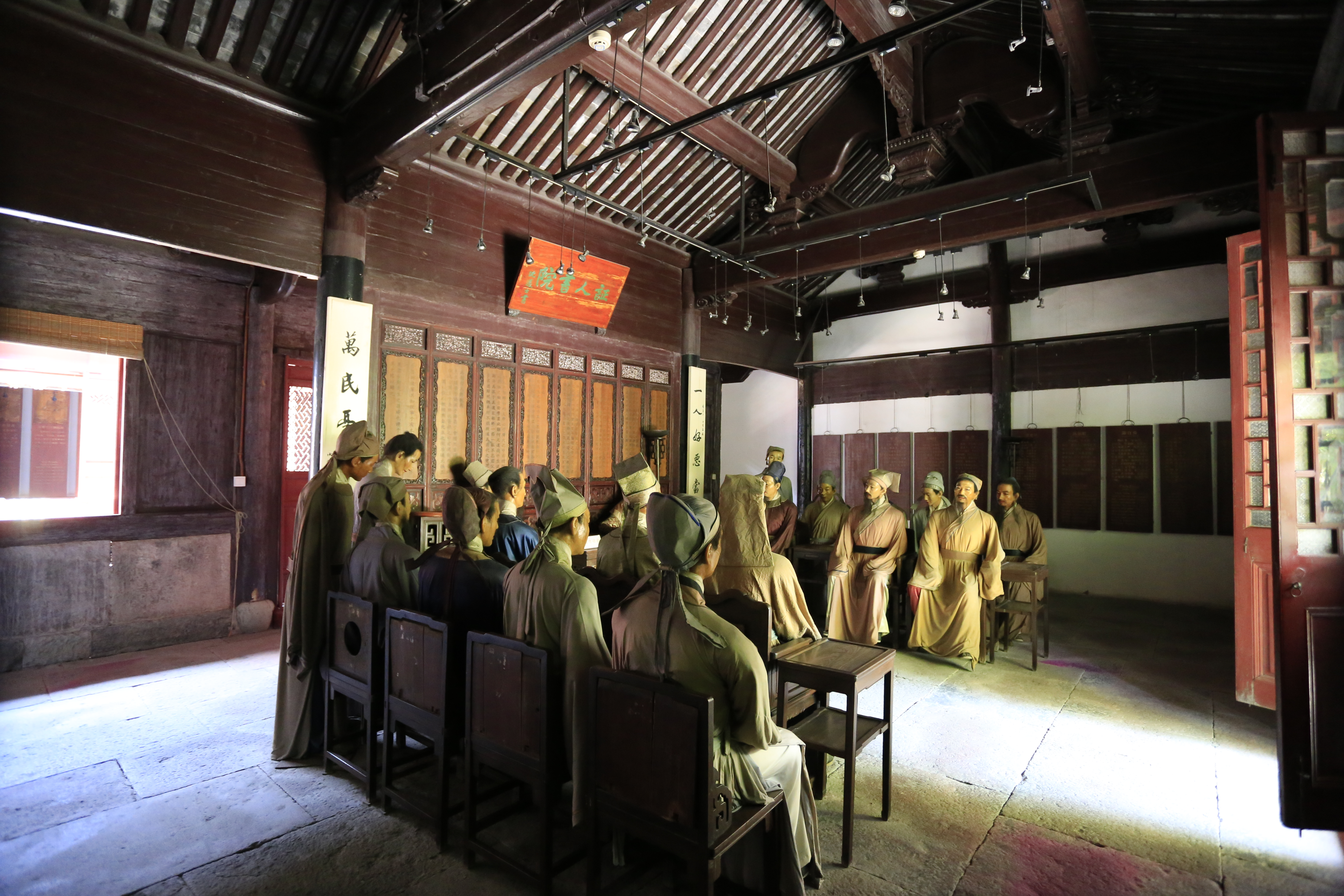
甬上证人书院内部
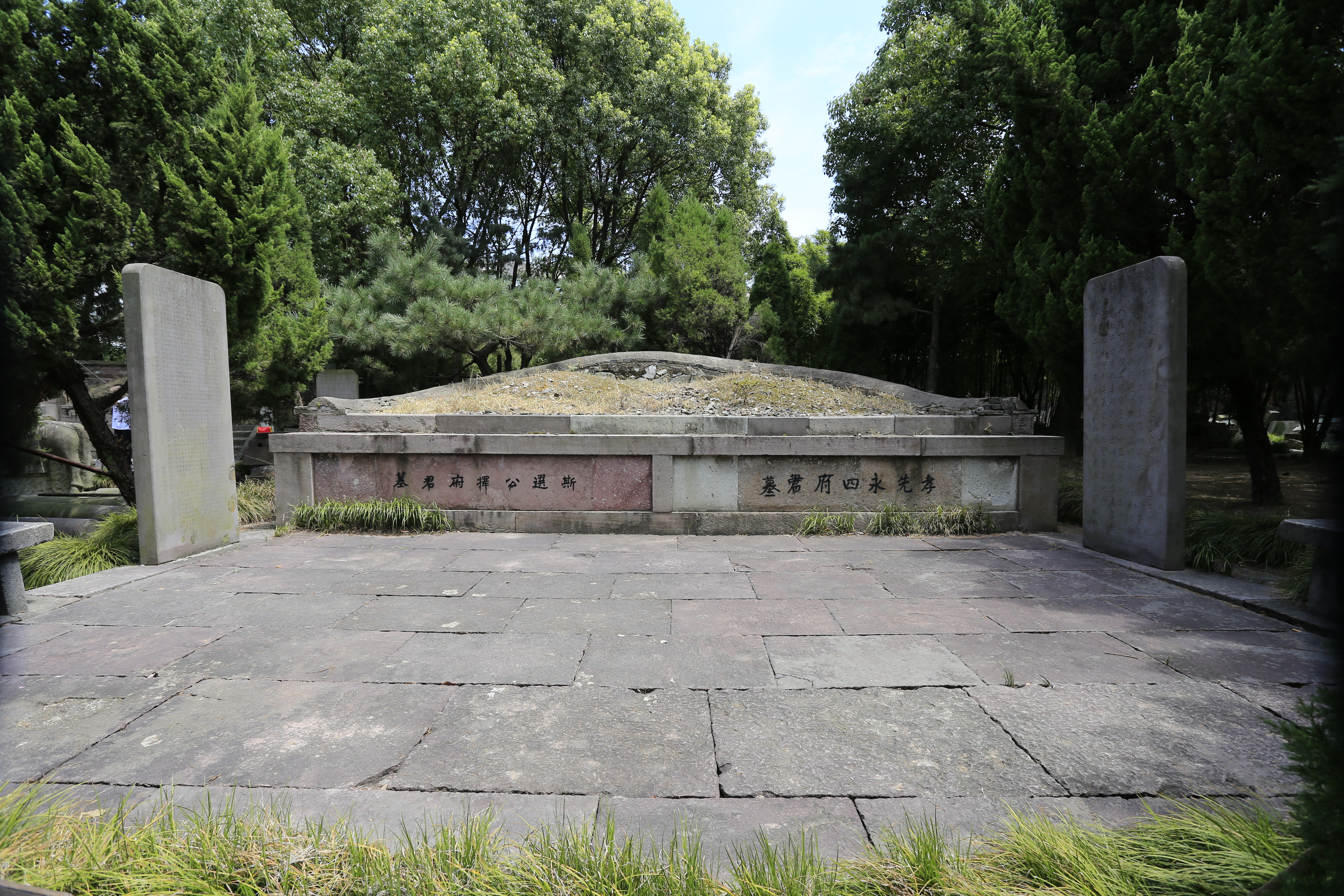
万斯选墓
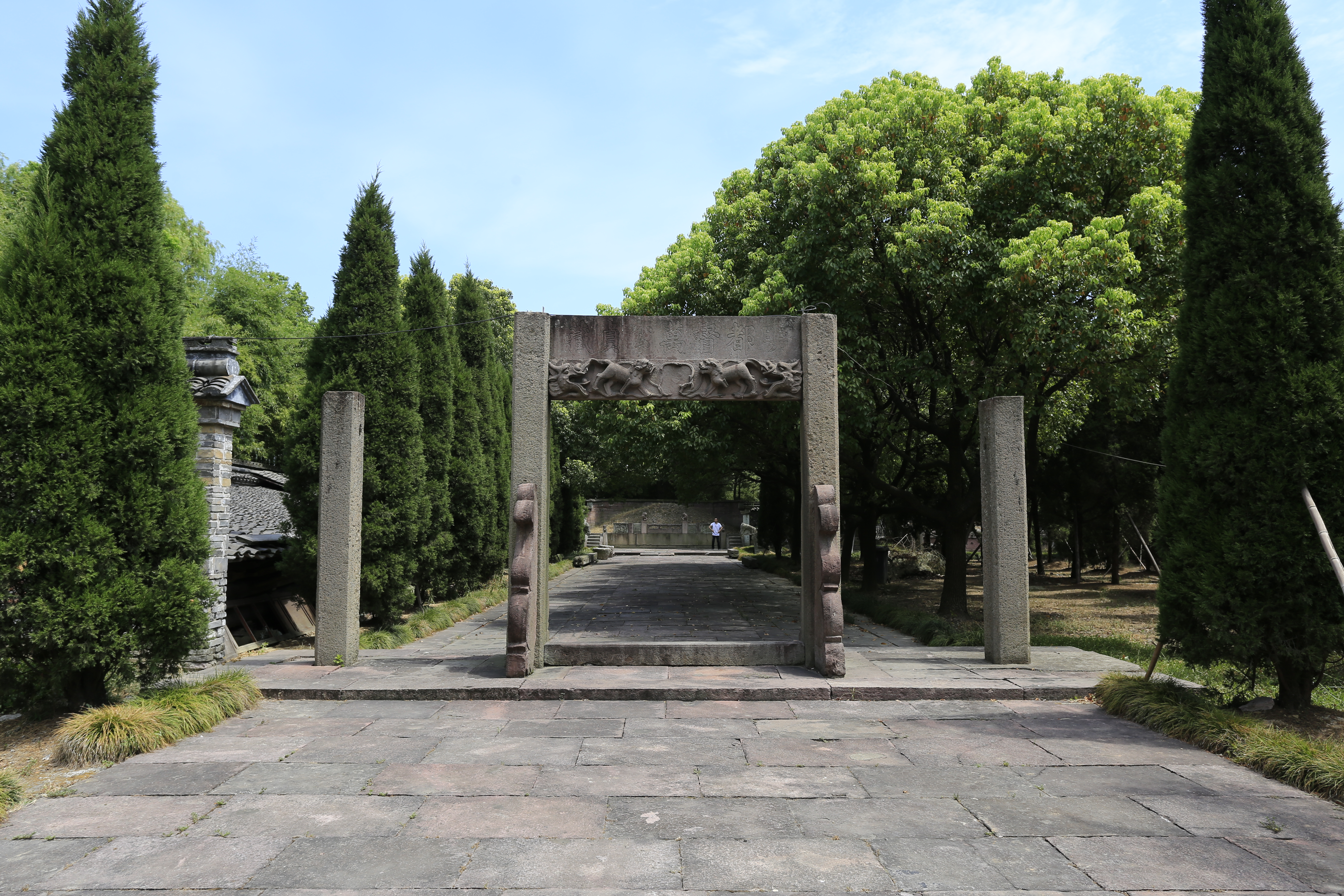
明代石牌坊，额题"明都督万公贞藏"
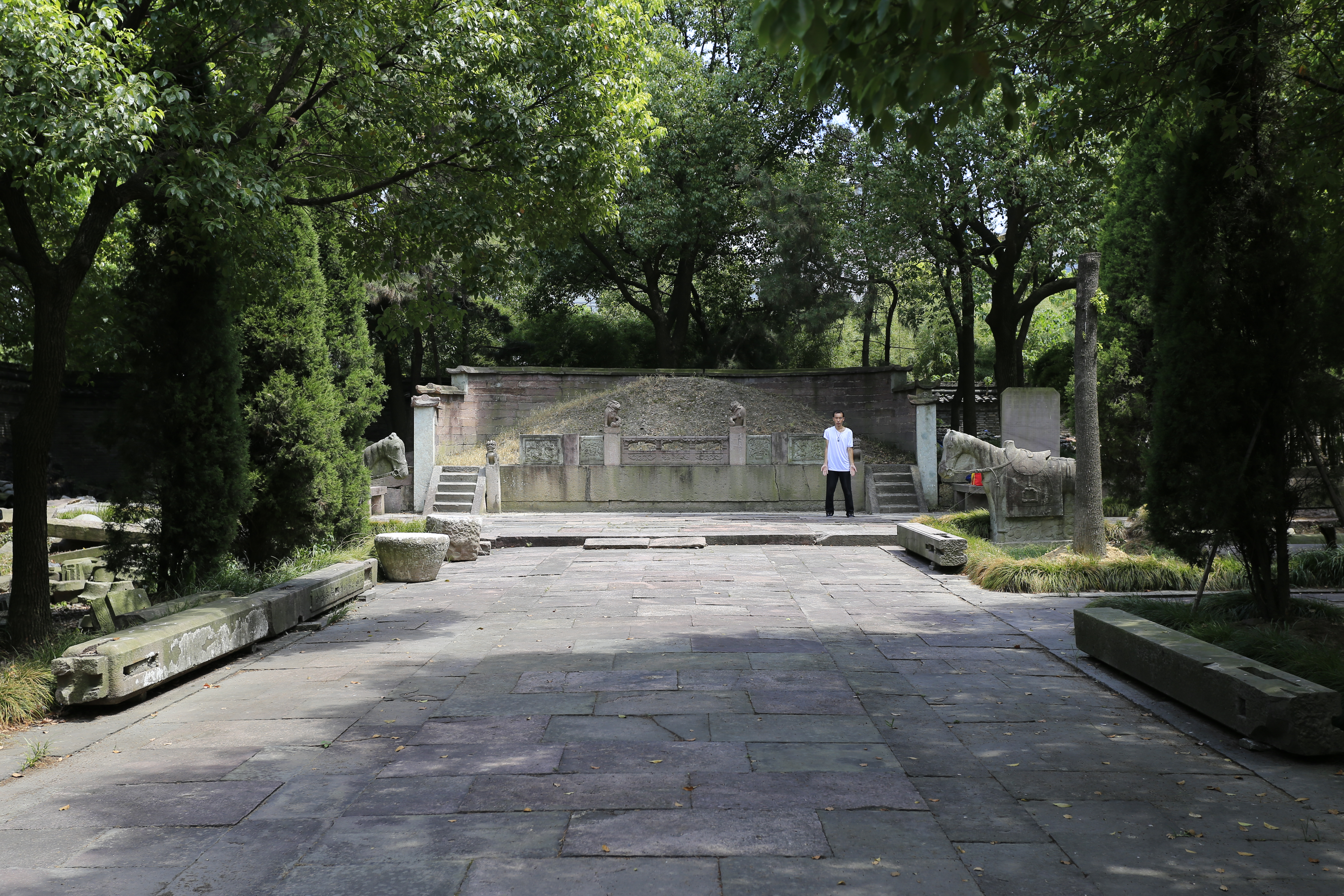
万邦孚墓